# 保特曹
保特曹，是匈牙利绍莫吉州所辖的一个村。总面积4.96平方公里，总人口62，人口密度12.5人/平方公里（2011年1月1日）。